# Allal Ben Kassou
Allal Ben Kassou, oftmals nur Allal genannt, (* 30. November 1941 in Rabat; † 29. Oktober 2013 ebenda) war ein marokkanischer Fußballspieler.

## Sportlicher Werdegang
Ben Kassou bestritt seine komplette Spielerkarriere bei FAR Rabat, der er sich 1959 anschloss. Zwischen 1961 und 1964 gewann der Torhüter vier Mal in Folge mit dem Klub den nationalen Meistertitel, 1967, 1968 und 1970 folgten weitere Meisterschaften.
Zwischen 1964 und 1974 spielte Ben Kassou in der marokkanischen Nationalmannschaft, mit der er am olympischen Fußballturnier 1964, der Weltmeisterschaftsendrunde 1970, der Afrikameisterschaft 1972 sowie dem olympischen Fußballturnier 1972 teilnahm. Bei der WM-Endrunde 1970 bestritt er zwei Spiele in der Gruppenphase, an deren Ende die Mannschaft als Gruppenletzte ausschied. Das letzte Gruppenspiel bestritt Mohammed Hazzaz, der auch bei Olympia 1972 Stammtorhüter war. Insgesamt bestritt er 116 Länderspiele. 1972 stand Ben Kassou zudem bei einer Maghreb-Auswahl im Tor, die ein Turnier anlässlich der Einweihung des Stade 5 Juillet 1962 in Algier gewann.
1970 belegte Ben Kassou den siebten Platz bei der Wahl zu Afrikas Fußballer des Jahres.
Nach seinem Karriereende war Ben Kassou zeitweise bei FAR Rabat, IZK Khémisset und Maghreb Tétouan als Torwarttrainer tätig.